# Edmund W. Wells

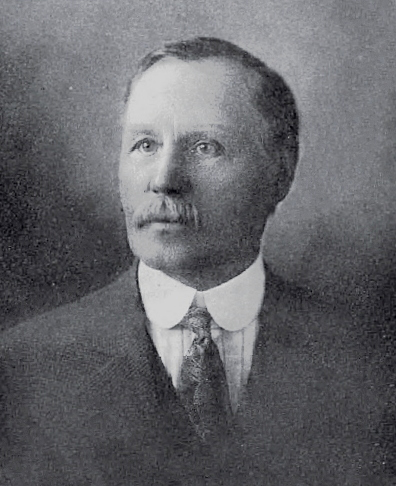
Edmund W. Wells

Edmund William Wells (* 14. Februar 1846 bei Lancaster, Ohio; † 4. Juli 1938 in San Diego, Kalifornien) war ein US-amerikanischer Jurist, Geschäftsmann und Politiker.

## Werdegang
Edmund William Wells, Sohn von Mary Louise Arnold und Edmund William Wells, wurde 1846 im Fairfield County (Ohio) geboren. Seine ersten Lebensjahre waren vom Mexikanisch-Amerikanischen Krieg überschattet. Die Familie zog dann 1852 nach Iowa und ließ sich dort in Oskaloosa (Mahaska County) nieder. Wells besuchte die ansässigen öffentlichen Schulen. Bei dem Tod seiner Mutter war er 16 Jahre alt. Der Bürgerkrieg hatte erst ein Jahr zuvor begonnen. Wells reiste mit seinem Vater nach Pike’s Peak Country, um dort Gold zu schürfen. Mit der Hoffnung zur Wohlstand zu kommen zogen sie nach Süden in Richtung Arizona-Territorium und erreichten am 6. Juli 1864 Prescott (Yavapai County). Der Gouverneur vom Arizona-Territorium John Noble Goodwin ernannte Wells senior zum Alcalde. Wells junior arbeitete während dieser Zeit in mehrere Angestelltenpositionen, darunter für die 1. und 2. Arizona Territorial Legislature, die US-Army, den Chief Justice William F. Turner und den Bezirksrat vom Yavapai County. 1870 wurde Wells zum County Recorder gewählt. Er diente von 1871 bis 1875 auch als United States Commissioner.
Wells heiratete am 5. Oktober 1869 Rosiland Gertrude Banghart. Das Paar bekam sechs Kinder, von denen eins im Kindesalter verstarb. Durch seine Heirat wurde er der Schwager von dem Zeitungsjournalisten John H. Marion und dem Gouverneur vom Arizona-Territorium Oakes Murphy. Die Wells waren die Mitbegründer von Prescotts First Church of Christ, Science.
Wells studierte Jura unter dem Richter William F. Turner. Seine Zulassung als Anwalt erhielt er 1873. Wells wurde 1875 zum Yavapai County Attorney gewählt. Im selben Jahr gründete er mit dem Anwalt John A. Rush eine Anwaltspraxis. Beide betrieben die Anwaltspraxis je nach Quelle bis 1887 bzw. 1889, da sich bei Wells ein Augenleiden entwickelte. Dieses zwang Wells die Anwaltspraxis aufzugeben und seine Tätigkeit als Anwalt zu beenden.
Neben seiner juristischen Tätigkeit ging Wells Rinder-, Bergbau- und Immobiliengeschäften nach. 1882 erwarb er einen Anteil an der Bank of Arizona – ein Unternehmen, von dem Wells von 1883 bis 1911 Vizepräsident war und von 1911 bis 1928 Präsident. Die Größe seiner Geschäftsbeteiligungen war so groß, dass er gelegentlich „Arizona's first millionaire“ genannt wurde. Zum Zeitpunkt als Arizona ein Bundesstaat wurde, war er der Auffassung der reichste Mann in Arizona zu sein.
1879 wurde Wells in den Council (Oberhaus) der 10. Arizona Territorial Legislature gewählt. Er saß 1883 eine zweite Amtszeit im Council, als er in die 12. Arizona Territorial Legislature gewählt wurde. Während der Administration von Präsident Chester A. Arthur wurde Wells zum stellvertretenden Bundesstaatsanwalt ernannt. 1887 saß er in einem Ausschuss, welcher die territorialen Satzungen überarbeitete.
Präsident Benjamin Harrison ernannte ihn am 6. März 1891 für den neu geschaffenen 4. Distrikt zum beisitzenden Richter am Arizona Territorial Supreme Court. Seine Nominierung wurde von US-Senator von Iowa William B. Allison, dem Supreme Court Associate Justice Stephen Johnson Field, den früheren Gouverneuren vom Arizona-Territorium Richard Cunningham McCormick, Anson Safford und Lewis Wolfley, den Arizona Territorial Justices Charles G. W. French und William W. Porter, dem Arizona Territorial Secretary John J. Gosper, und dem damals amtierenden Gouverneur vom Arizona-Territorium Oakes Murphy unterstützt. Sein Gerichtsbezirk umfasste das Apache County, das Coconino County, das Mohave County und das Yavapai County.
Während seiner Amtszeit als Richter entschied Wells über etwa ein Dutzend Fälle, welche in den Arizona Reports aufgenommen wurden. In diesem Zusammenhang urteilte er bei Yavapai County v. O'Neill, 3 Arizona 363, (1892), dass der Sheriff Buckey O’Neill eine Verhaftung nicht vornehmen musste, um Kilometergeld (mileage expenses) zu bekommen, sondern lediglich im guten Glauben die Anstrengung unternommen haben musste eine vorzunehmen. Bei Reilly v. Atchison, 4 Arizona 72, (1892), bestätigte er das Urteil des Berufungsgerichts. Dabei behauptete der Attorney, dass ein Fehler, welcher zwischen Seite 13 und 18 in einem Verhandlungsprotokoll entfernt wurde, nicht spezifisch genug war, um aufzuzeigen das ein Fehler vorlag. Wells reichte am 6. März 1893 seinen Rücktritt ein. Als Grund gab er an: „business matters require my attention.“ Außerdem bat er um schnellstmöglichen Ersatz.
Nach seiner Zeit als Richter wurde Wells durch Gouverneur Alexander Oswald Brodie zum neuen Attorney General vom Arizona-Territorium ernannt – ein Posten, den er vom 2. August 1902 bis zum 14. November 1904 innehatte. 1910 wurde er zum Abgeordneten vom Yavapai County bei der Verfassunggebenden Versammlung von Arizona gewählt. Zu Beginn der Verfassunggebenden Versammlung wurde Wells durch einen republikanischen Kollegen zum Präsidenten der Versammlung nominiert, gewann aber die folgende Wahl nicht. Er arbeitete stattdessen im Committee on Style, Revision, and Compilation und half dem Vorsitzenden, Michael Cunniff, bei der endgültigen Formulierung der Staatsverfassung von Arizona. Trotz seiner umfangreichen Arbeit an der Staatsverfassung, weigerte sich Wells am Ende diese zu unterzeichnen. Nach seiner Ansicht enthielt sie radikale Bestandteile.
Wells gewann die republikanische Nominierung zur Wahl für das Amt des ersten Gouverneurs von Arizona. Bei der am 12. Dezember 1911 stattgefundenen Wahl unterlag er allerdings dem demokratischen Amtsinhaber George W. P. Hunt mit 11.123 und 9.166 Stimmen. Von 1918 bis 1925 war Wells als Regent an der University of Arizona tätig.
Nachdem er seinen Posten bei der Bank of Arizona aufgab, betätigte sich Wells als Autor. Er verfasste Argonaut Tales, ein Buch über seine frühen Erfahrungen. Die Tantiemen spendete er dem Prescott-Ortsverband der Boy Scouts of America. Seine Ehefrau verstarb am 14. Mai 1922. In der Folgezeit lebte er mit einem seiner Kinder in Phoenix (Arizona), bevor er nach San Diego (Kalifornien) zu seinen anderen Kindern umzog. Wells verstarb dort 1938 und wurde dann in dem Familienmausoleum auf dem Mountain View Cemetery in Prescott beigesetzt.